# Fronreute
Fronreute là một đô thị ở huyện Ravensburg ở bang Baden-Württemberg thuộc nước Đức. Đô thị này có diện tích 46,09 km², dân số thời điểm 31 tháng 12 năm 2020 là 4918 người.